# Idit Silman
Idit Silman (hebr. עידית סילמן, ur. 27 października 1980 w Rechowot) – izraelska polityk, pracownik izraelskiego systemu opieki zdrowotnej, posłanka do dwudziestego pierwszego Knesetu.

## Życiorys
Urodziła się w Rechowot 27 października 1980 roku.
Posiada tytuł licencjata i uprawnienia do nauczania z nauk przyrodniczych i sportu z Wingate College w Netanji, tytuł magistra administracji biznesu z Centrum Akademickiego Peresa w Rechowot, a także otrzymała tytuł magistra Wingate College.
Pracowała jako dyrektor ds. marketingu w izraelskiej, publicznej kasie chorych „Klalit”.
Została wybrana do Knesetu w kwietniowych wyborach w 2019 roku jako członkini Żydowskiego Domu z listy Unii Partii Prawicowych.
Aktywna w kobiecej sekcji Żydowskiego Domu. W XXI kadencji Knesetu zasiadała w komisjach organizacyjnej; edukacji, kultury i sportu oraz specjalnej komisji ds. projektu ustawy o niewypłacalności i resocjalizacji finansowej.
Brała udział w pracach dotyczących prawa dotyczącego dentystów, prawa pomocy przypadkowym ofiarom oraz nad projektami praw mających rozciągnąć izraelskie prawodawstwo w Dolinie Jordanu, Ma’ale Adummim, bloku Ari’el i Gusz Ecjon.
W maju 2019 roku wraz z Rafim Perecem (Unia Partii Prawicowych) oraz Nirem Barkatem i Keti Szitrit (oboje Likud) zaproponowali Prawo jedności, które miałoby podkreślać duchową i narodową jedność narodu żydowskiego.

## Poglądy polityczne
W maju 2019 roku wypowiedziała się przeciwko udzielaniu pomocy medycznej osobom związanym z organizacjami terrorystycznymi.
Po wypowiedzi rabina Szelomo Awinera na temat tego, iż kobiety nie powinny angażować się w politykę, uznała, że nie ma żadnych różnic w kwestii zarządzania czy przywództwa między kobietami i mężczyznami. Według niej religijne kobiety we współczesnym Izraelu pełnią odpowiedzialne i ważne funkcje w biznesie, medycynie, sądownictwie, edukacji.
Broniła Rafiego Pereca, kiedy ten powiedział, że osoby homoseksualne powinny być poddane leczeniu. Powołała się na obowiązujące w Izraelu prawo, które zabrania leczenia homoseksualizmu. Uważa, że takie osoby powinny być w sposób profesjonalny i odpowiedzialny prowadzone.
Wzięła udział w delegacji prawicowych prawników i posłów do Samorządu Regionu Szomeron w celu odwiedzenia opuszczenia ewakuowanych w 2005 roku osiedli i zaoferowania pomocy przy pracach nad ustawą zezwalającą osadnikom na powrót.